# 오타 아이
오타 아이(일본어: 太田 愛, 1964년 9월 2일~)는 일본의 각본가이자 소설가이다.